# Tony Crook
Tony Crook, né le 16 février 1920 à Manchester et mort le 21 janvier 2014, est un pilote automobile britannique. Il courut principalement sur Cooper, en monoplace et en sport. Il a notamment disputé deux Grands Prix de championnat du monde, en 1952 et 1953.

## Résultats en championnat du monde de Formule 1
| Saison | Écurie | Châssis                                | Moteur                            | Pneus  | GP disputés | Points inscrits | Classement |
| ------ | ------ | -------------------------------------- | --------------------------------- | ------ | ----------- | --------------- | ---------- |
| 1952   | Privé  | Frazer Nash 421 Cooper Car Company T20 | BMW 6 en ligne Bristol 6 en ligne | Dunlop | 2           | 0               | non classé |